# Bodegón

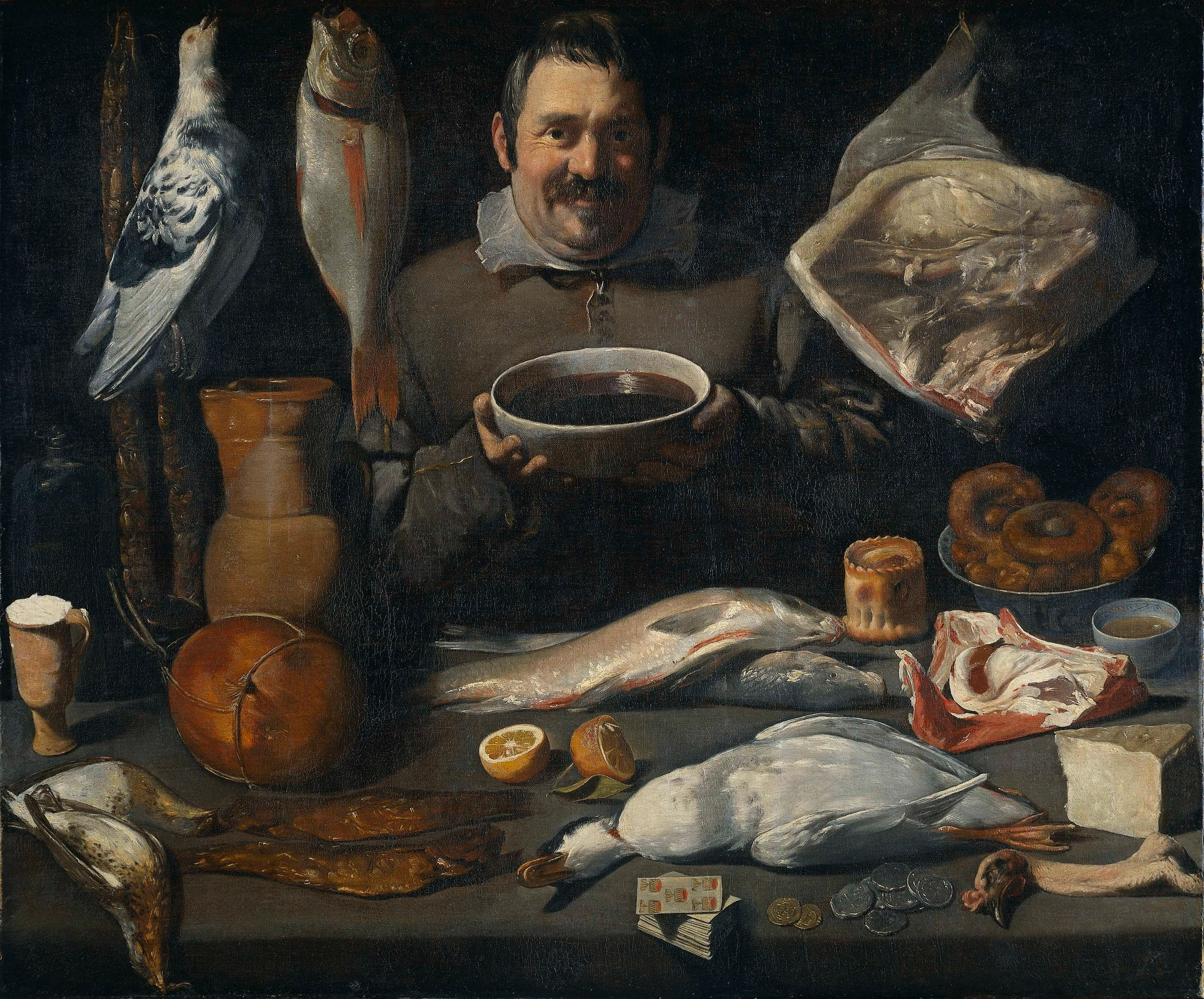
Um bodegón de um artista espanhol desconhecido com um motivo comum: Kitchen Scene; 1610–25, 105 × 125 cm, Rijksmuseum.

O termo bodegón, em espanhol, refere-se a uma pintura de natureza-morta que retrata itens de despensa, como alimentos, caça e bebidas, geralmente dispostos em uma simples laje de pedra, e também uma pintura com uma ou mais figuras, mas com elementos significativos de natureza-morta, geralmente em uma cozinha ou taberna. Também se refere a objetos da vida cotidiana, que podem ser pintados com flores, frutas ou outros objetos para mostrar a maestria do pintor.
Com início no período Barroco, essas pinturas se tornaram populares na Espanha no chamado Século de Ouro Espanhol. A tradição da pintura de natureza-morta parece ter começado e foi muito mais popular entre os artistas flamengos e holandeses contemporâneos (Bélgica e Holanda atuais) do que no sul da Europa. Embora agora seja considerada uma invenção da língua espanhola, a clássica apresentação trompe-l'œil de frutas em uma laje de pedra era comum na Roma antiga.
Os quadros de Diego Velasquez, The Waterseller of Seville, Old Woman Frying Eggs, e The lunch são considerados bodegones  devido à representação de potes e gêneros alimentícios feita pelo artista. Algumas pessoas rejeitam esse uso do termo, chamando-os, em vez disso, de uma mistura de pintura de gênero no estilo Bamboccianti e natureza morta.

## Motivos

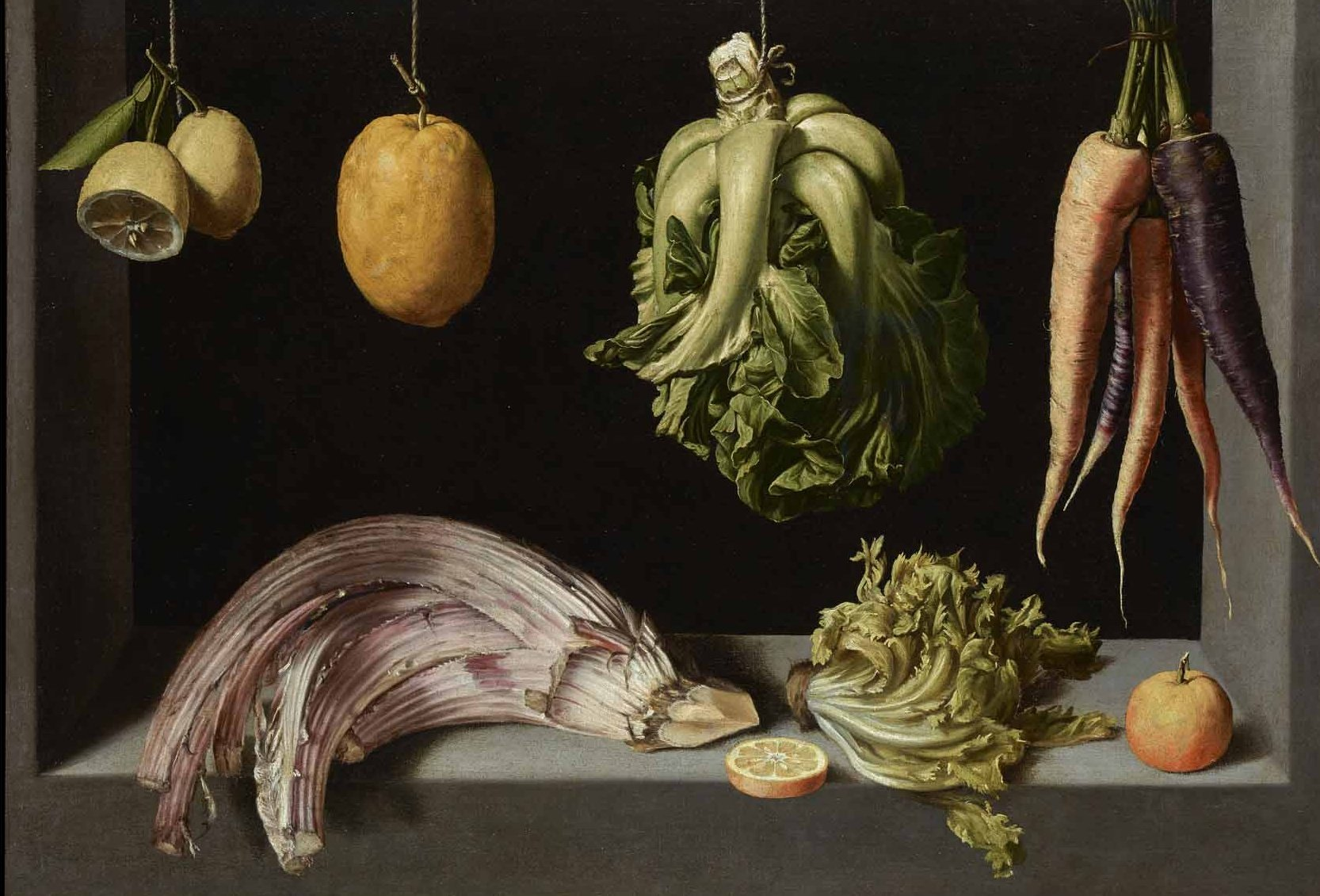
Verduras e frutas Still Life with Fruits and Vegetables de Juan Sánchez Cotán; c. 1600, 69 × 96 cm.
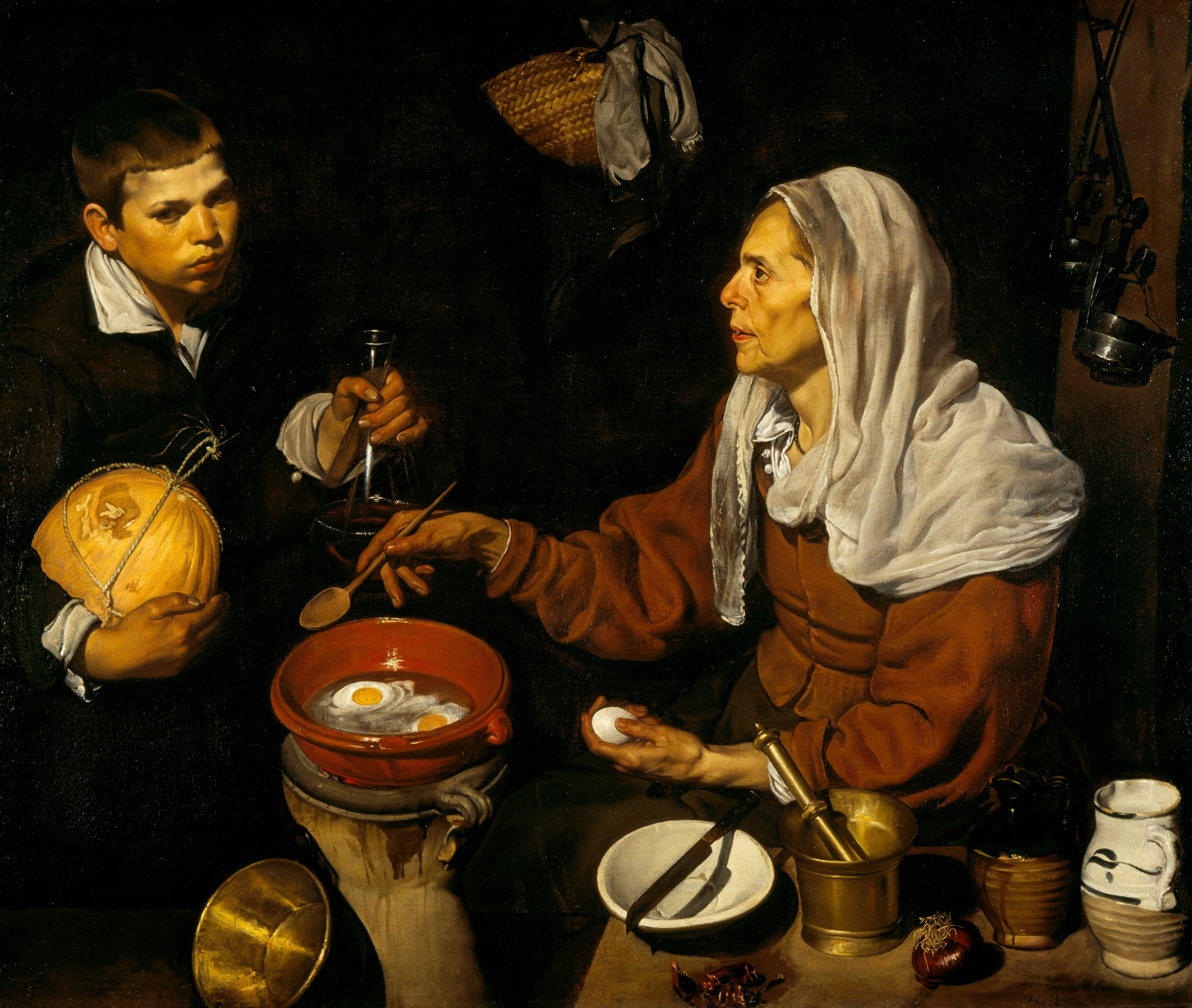
Bodegón com elementos de pintura de gênero — cozinha. Old Woman Frying Eggs por Diego Velázquez; 1618, 101 × 120 cm, Galeria Nacional da Escócia.
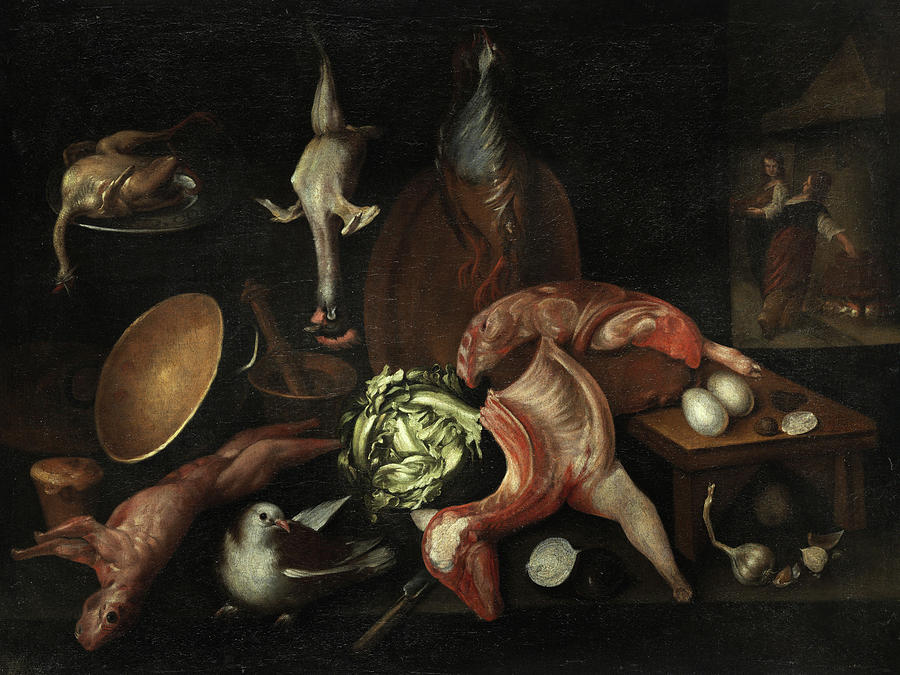
Carne, ovos e utensílios Kitchen Still Life por Alejandro de Loarte; 1626, 82 × 108 cm.
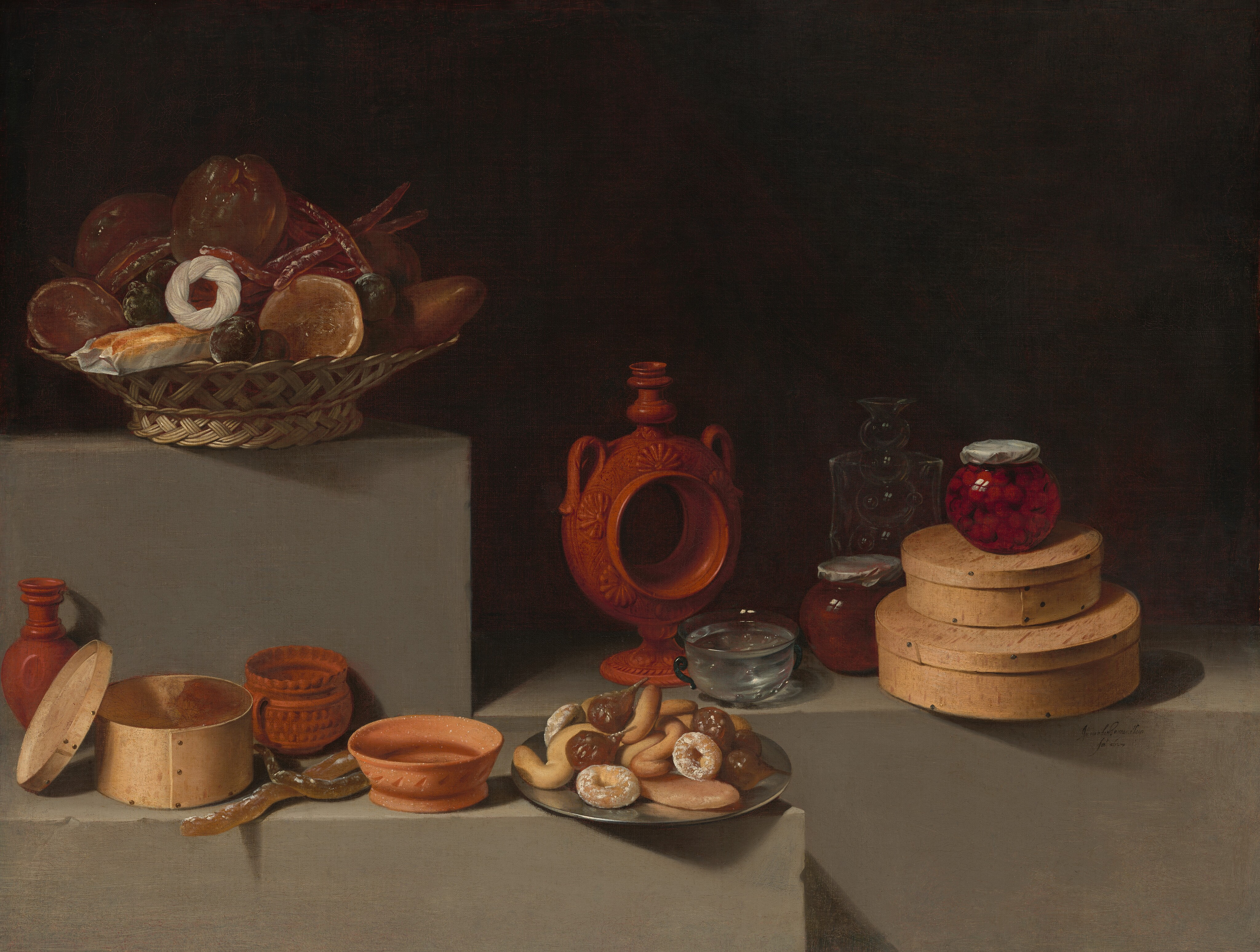
Doces, cerâmica, copos e caixas de madeira. Still Life with Sweets and Pottery por Juan van der Hamen; 1627, 85 × 113 cm, National Gallery.
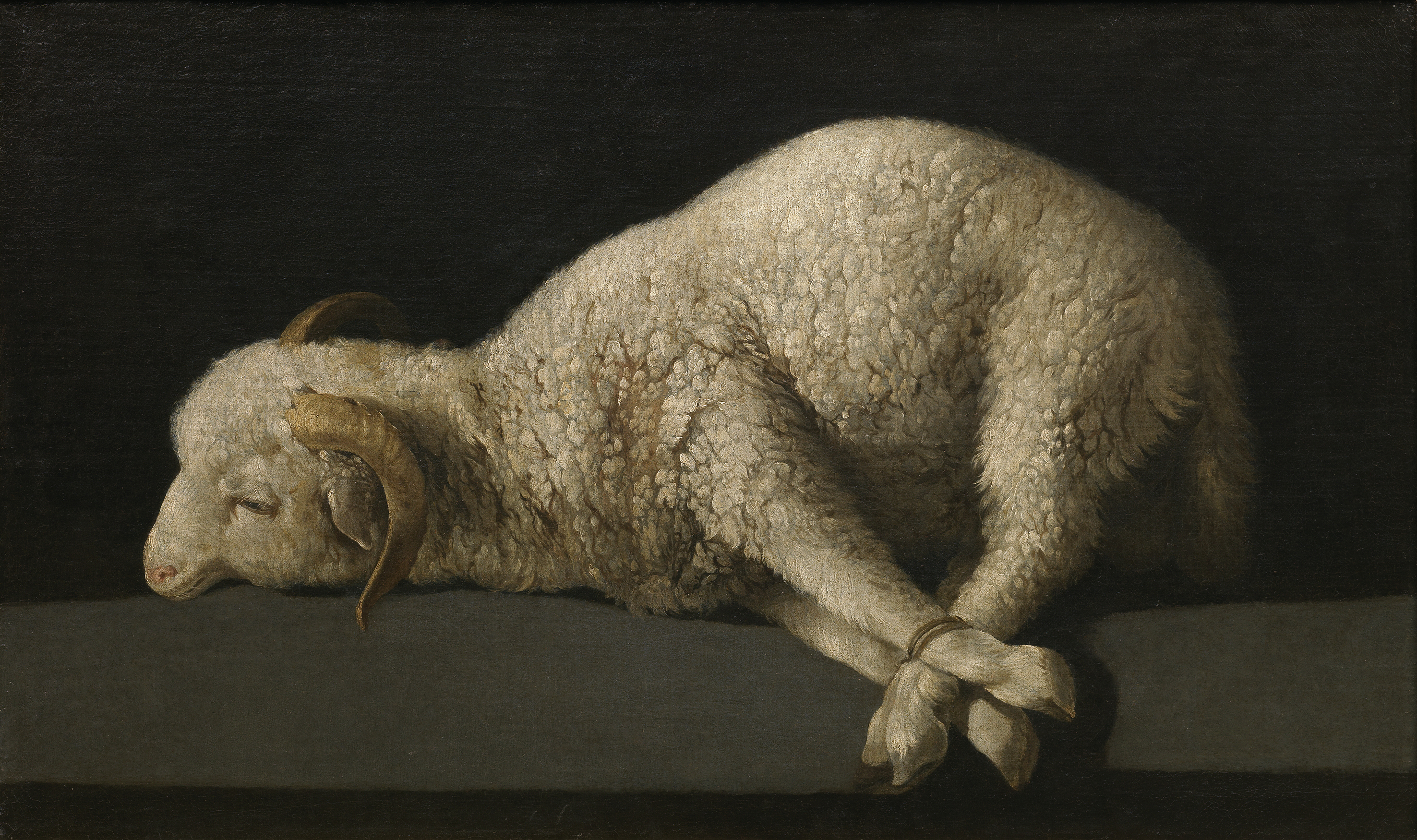
Bodegón com um tema religioso — Cordeiro de Deus. Agnus Dei por Francisco de Zurbarán;  1635–40, 37 × 62 cm, Museu do Prado.
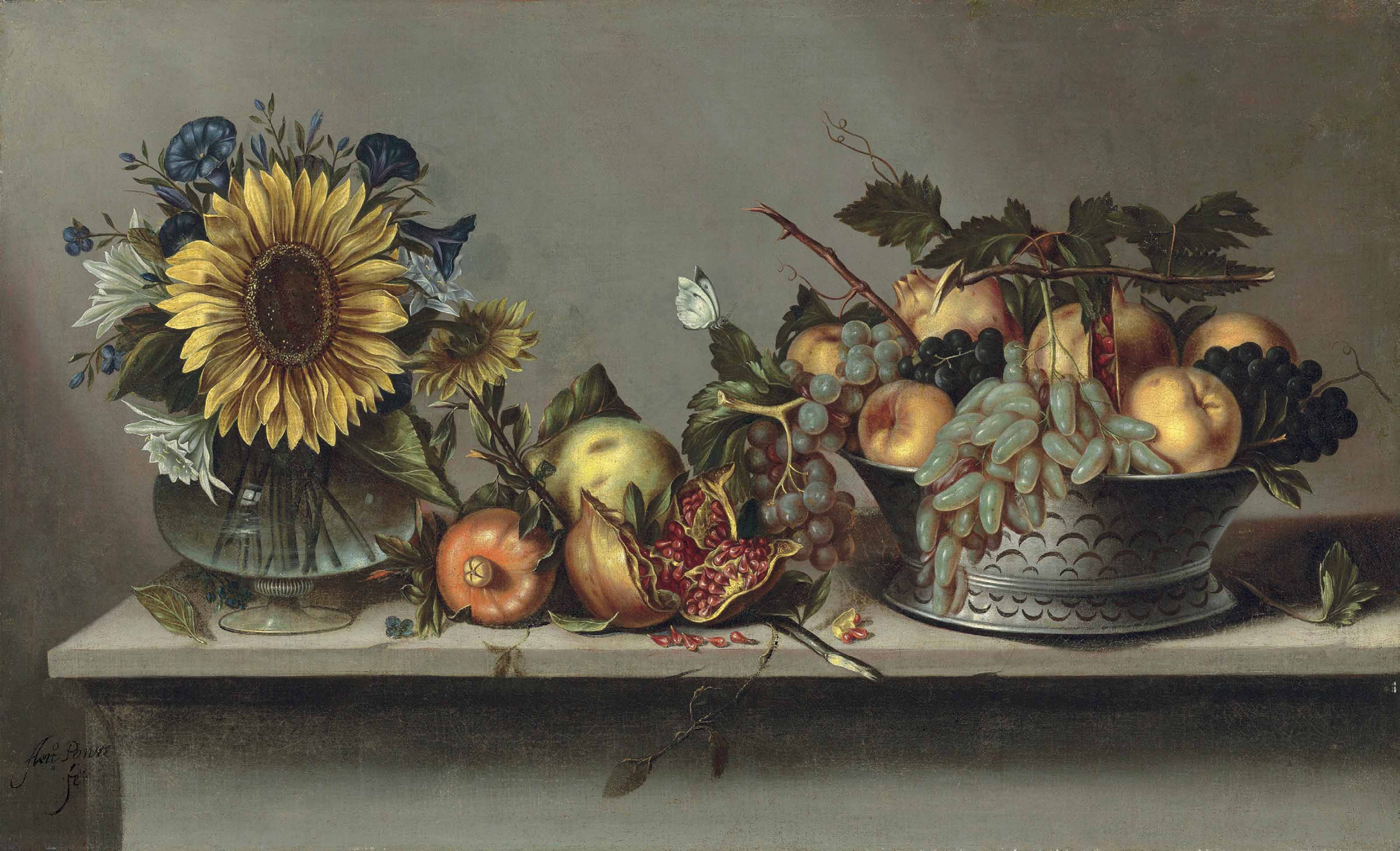
Vaso de Flores e Cesto de Frutas Still Life with Flowers in a Vase and a Fruit Bowl on a Ledge por Antonio Ponce; 1640–60, 62 × 100 cm.
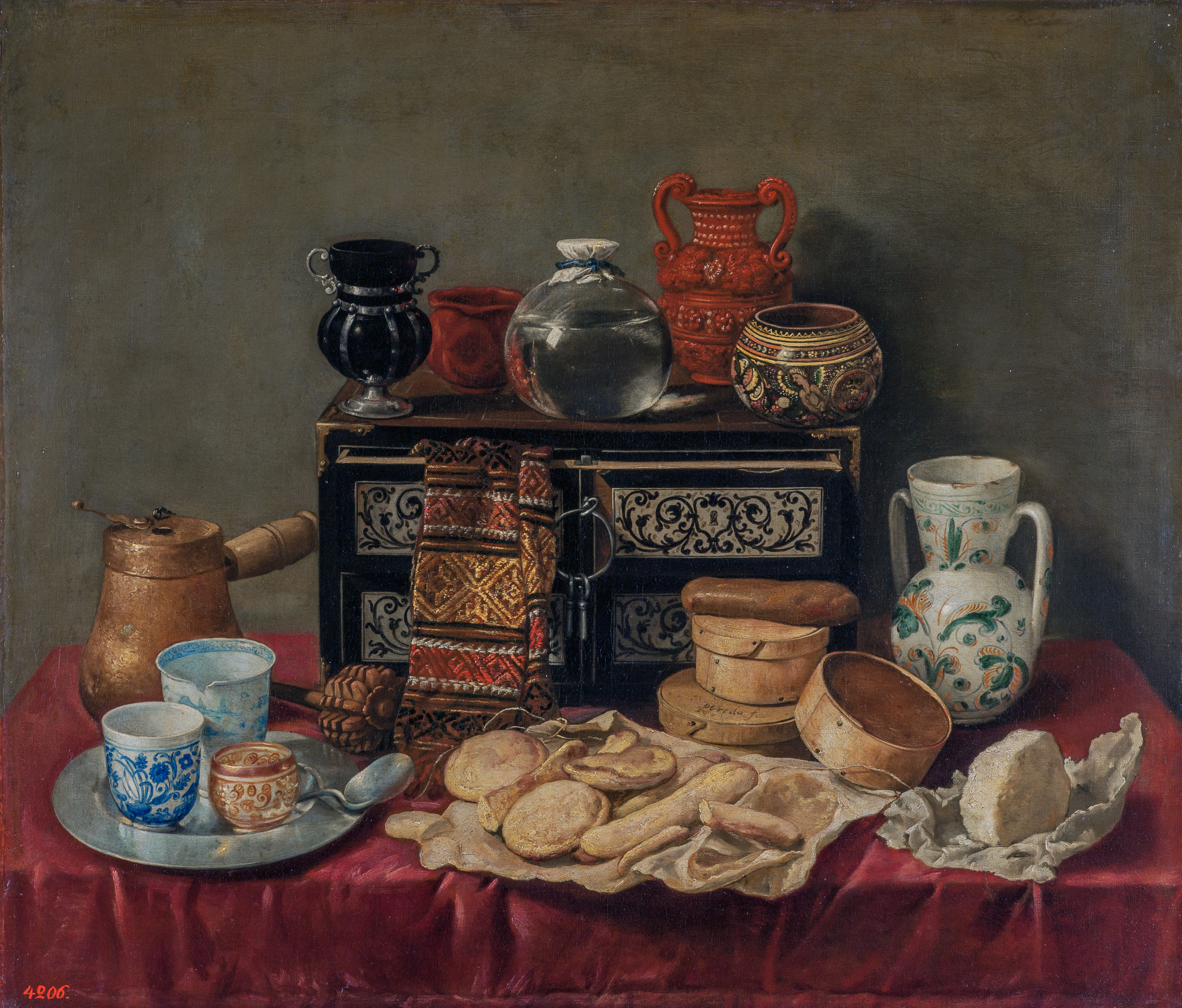
Móveis e cerâmicas Still Life with an Ebony Chest por Antonio de Pereda; c. 1652, 80 × 94 cm, Museu Hermitage.
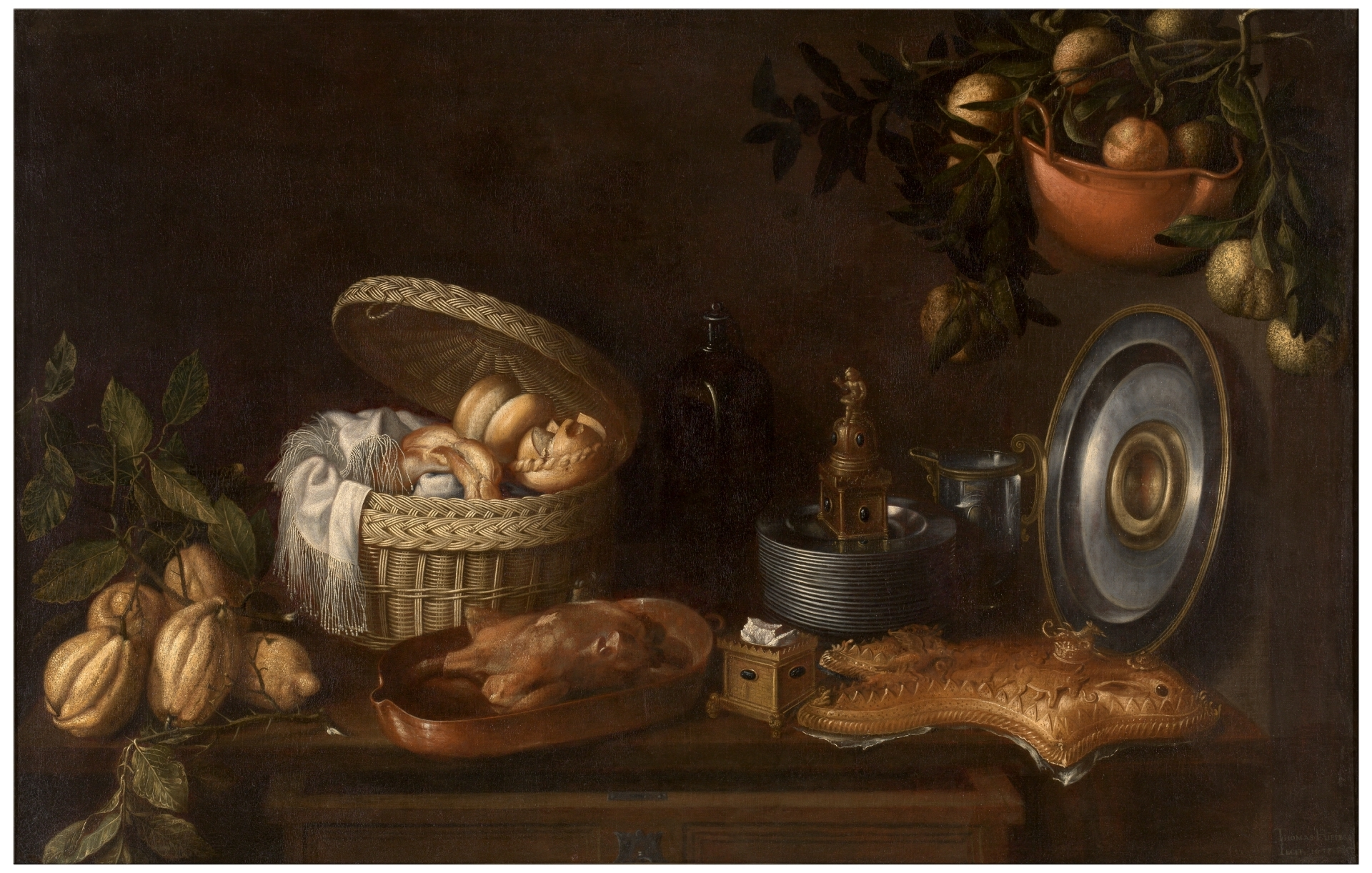
Assados, talheres e fruitas em bancos Natureza Morta por Tomás Yepes; 1668, 102 × 157 cm, Museu do Prado
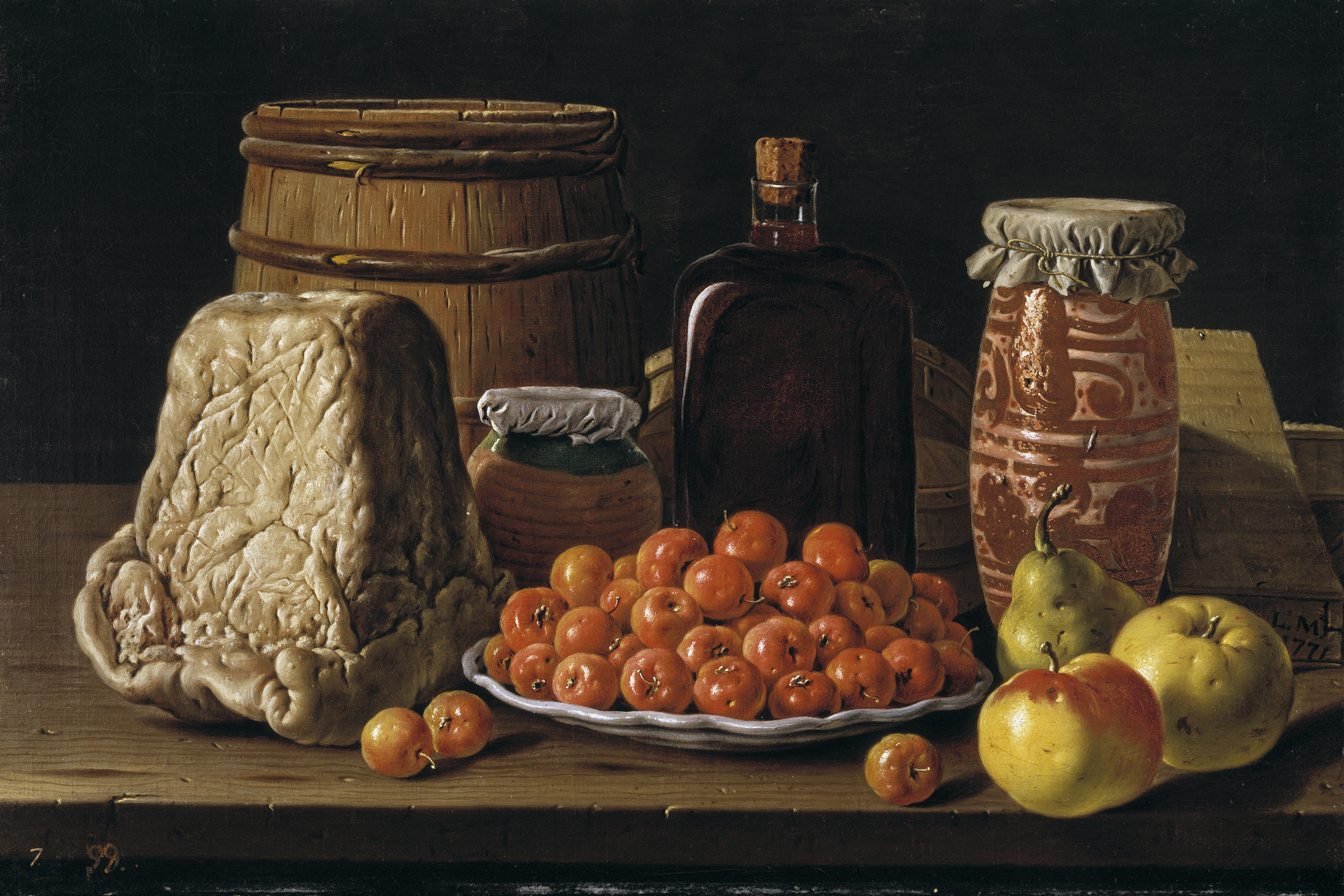
Queijo, tonel, garrafa de vidro, potes e caixas. Still Life with Fruit and Cheese por Luis Egidio Meléndez; 1771, 41 × 62 cm, Museu do Prado.
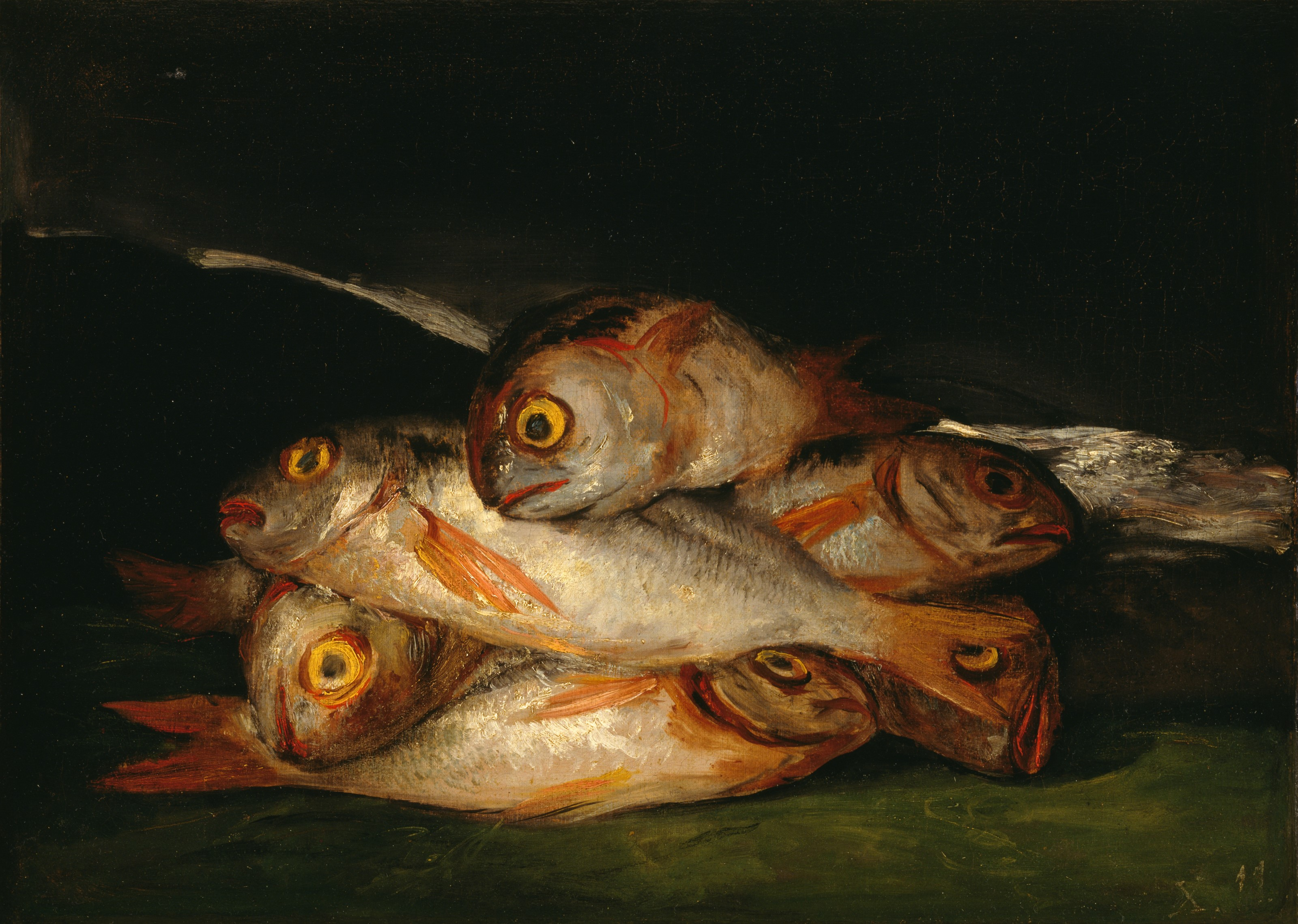
Peixe e alusões alegóricas — para Los Desastres de la Guerra. Still Life with Golden Bream por Francisco Goya; 1808, 45 × 63 cm, Museu de Belas-Artes de Houston.
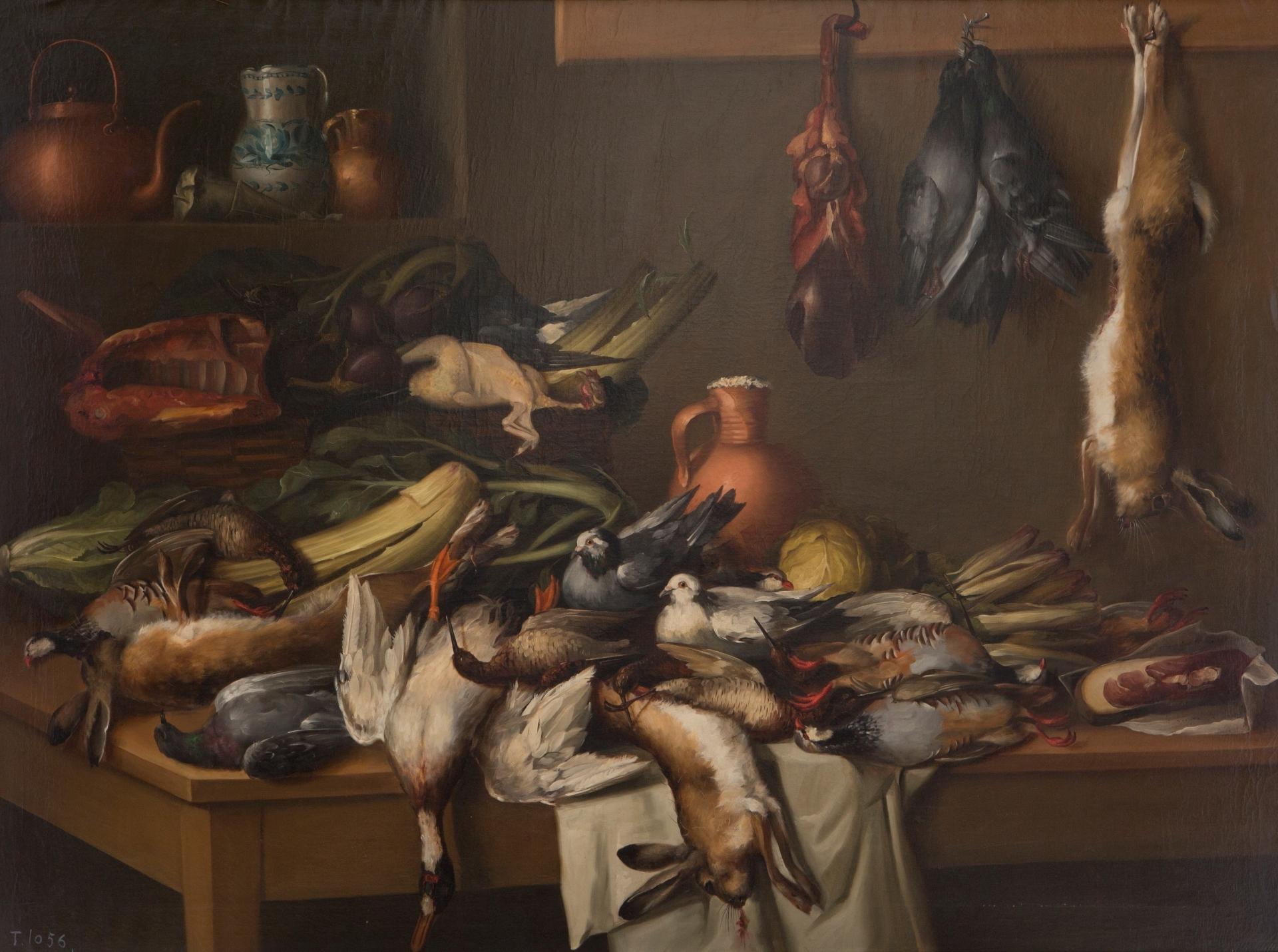
Despensa, jarros e caça - várias aves e coelhos Kitchen Still Life with Game and Vegetables por José María Corchón; 1850–55, 140 × 187 cm, Museu do Prado.
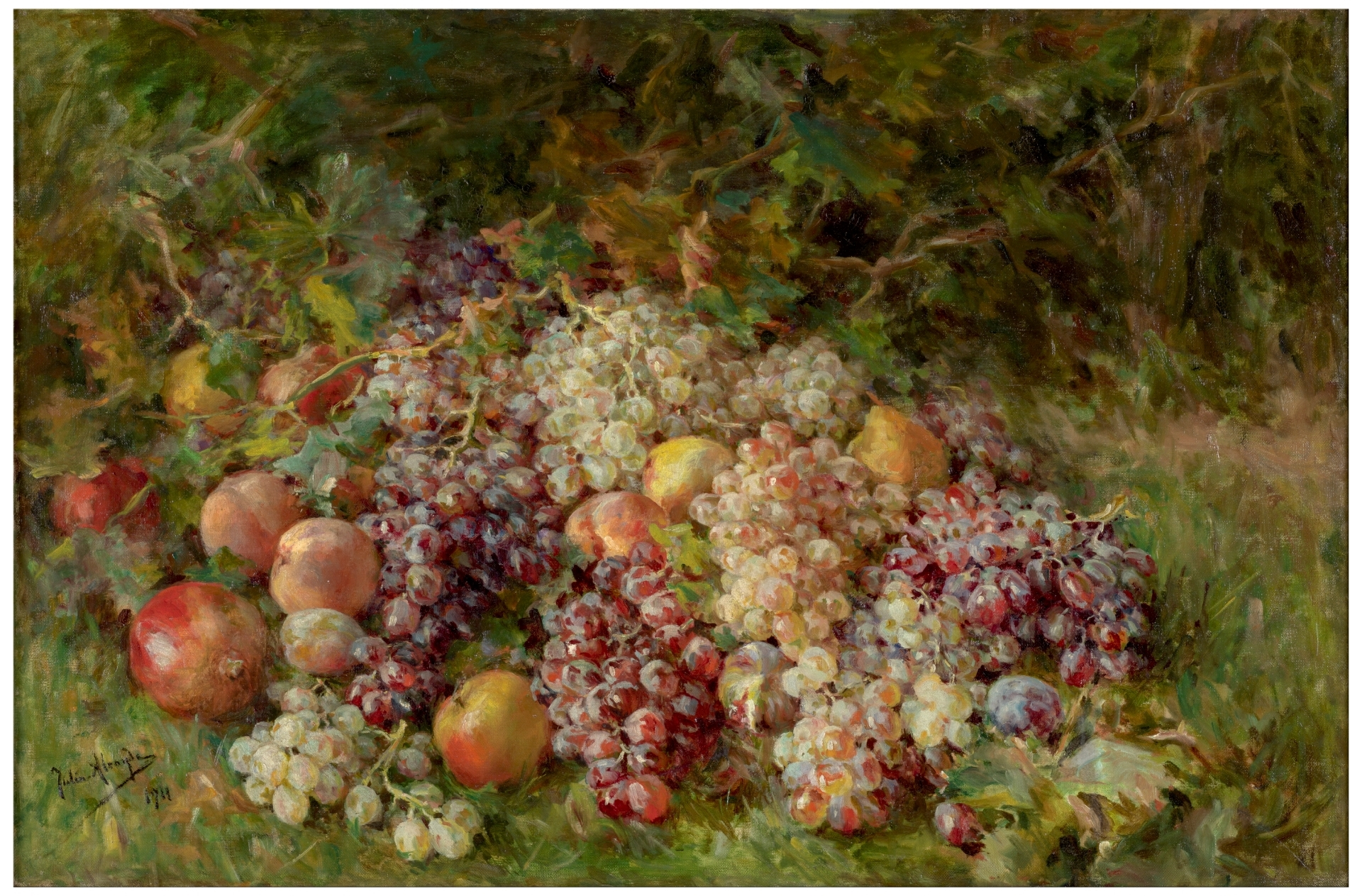
Uvas e paisagem. Fruits por Julia Alcayde y Montoya; 1926, 72 × 106 cm, Museu do Prado.

## Ver Também
- Barroco Espanhol
- História da Pintura